# Дубовое (Волынская область)
Дубово́е (укр. Дубове́) — село в Ковельском районе Волынской области Украины. Административный центр Дубовской сельской общины.
Код КОАТУУ — 0722182401. Население по переписи 2001 года составляет 1454 человека. Почтовый индекс — 45031. Телефонный код — 3352. Занимает площадь 1,843 км².

## Известные уроженцы
- Шафета, Поликарп Гервасиевич (1935—1996) — украинский советский журналист, редактор, политик, общественный деятель, публицист, писатель.